# Pleioblastus incarnatus
Pleioblastus incarnatus là một loài thực vật có hoa trong họ Hòa thảo. Loài này được S.L.Chen & G.Y.Sheng miêu tả khoa học đầu tiên năm 1991.